# Petre Ceapura
Petre Ceapura, född den 12 juli 1942 i Jurilovca i Rumänien, är en rumänsk roddare.
Han tog OS-brons i tvåa med styrman i samband med de olympiska roddtävlingarna 1972 i München.